# DAVINCI

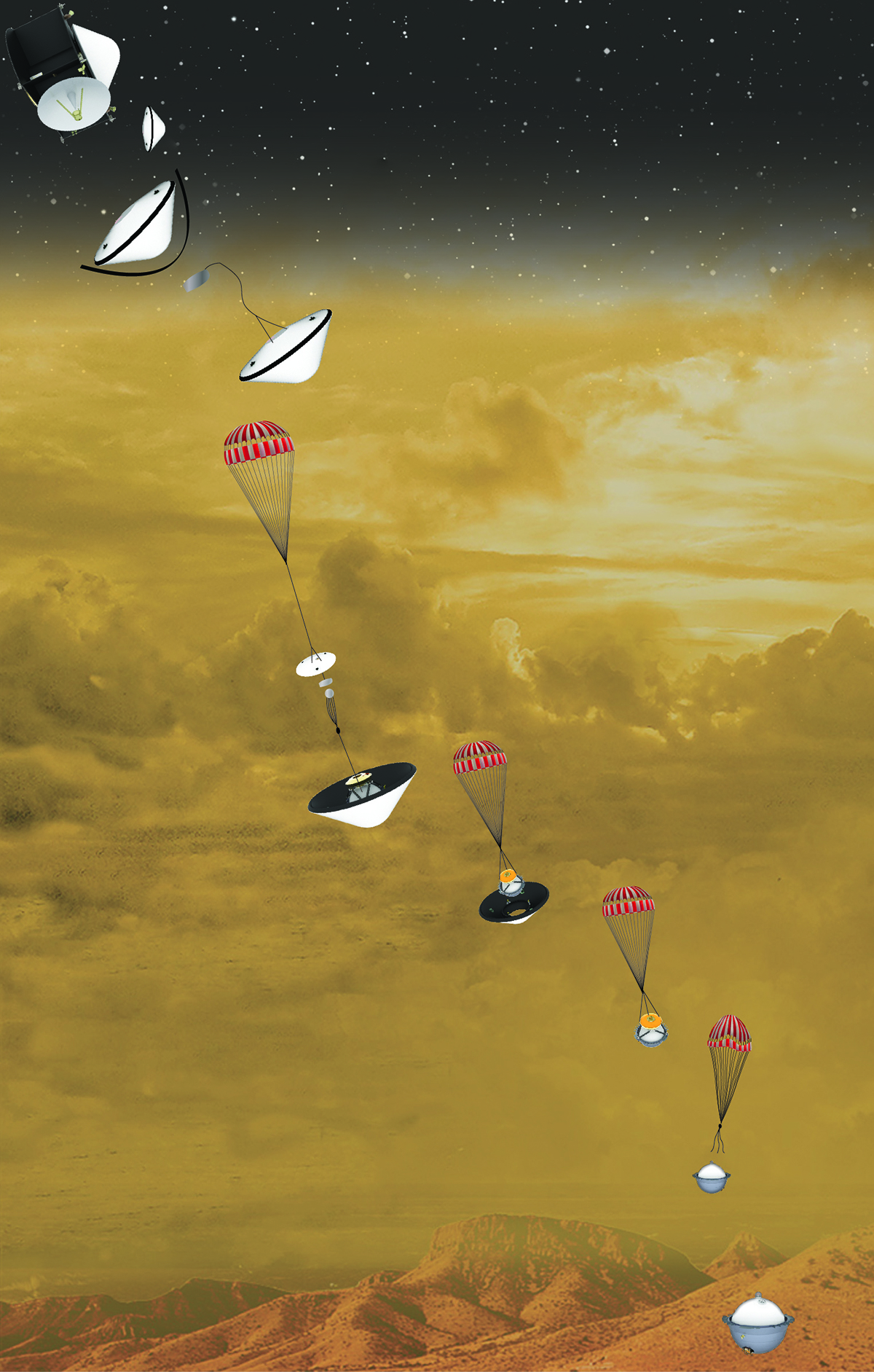
Стадії спуску зонду DAVINCI

DAVINCI (Дослідження глибоких прошарків атмосфери Венери, інертних газів, хімічного складу і фотографування) — запропонована місія з дослідження атмосфери Венери за допомогою космічного зонда.
DAVINCI має вивчати хімічний склад атмосфери Венери під час спуску. DAVINCI здійснить подорож через атмосферу Венери, візьме проби повітря, і зробить вимірювання на поверхні. Ці вимірювання важливі для розуміння походження атмосфери Венери, як вона еволюціонувала і як і чому вона відрізняється від атмосфер Землі і Марса. Вимірювання DAVINCI повинні виявити історію води на Венері і хімічні процеси, які відбуваються в нижніх не досліджених шарах атмосфери. Ще до того, як зонд досягне поверхні, DAVINCI зробить перші фото рельєфу, щоб вивчити його походження, тектонічну, вулканічну історію і ступінь вивітрювання.

## Огляд місії
Місія DAVINCI була обрана 30 вересня 2015, як одна з п'яти півфіналістів на місію № 13 за програмою NASA «Discovery». Фіналіст буде обраний у кінці грудня 2016 року або на початку січня 2017 року, і має бути готовий до запуску до кінця 2021 року. NASA планує бюджет місії «Discovery» № 13 близько 450 млн доларів.
Головний керівник місії — Лорі Глазе, заступник головного керівника — Джеймс Гарвін, обидва з Центру космічних польотів імені Ґоддарда.

## Завдання
Попередні п'ять орбітальних місій до Венери (Венера-15, Венера-16, Магеллан, Венера-експрес, Akatsuki) були сфокусовані на дистанційному спостереженні, DAVINCI буде першим зондом з 1986 року, який дослідить атмосферу Венери. DAVINCI безпосередньо виміряє нижні шари атмосферної маси.
науковці DAVINCI дослідять, як атмосфера Венери була сформована і змінювалась з часом, включаючи що трапилось з її водою. Отримана інформація допоможе науковцям зрозуміти чому Венера і Земля мають настільки різні шляхи розвитку, і надасть ще одну точку зору на стадії розвитку твердотільних планет у інших зоряних системах (екзопланет).
Вимірювання DAVINCI можуть надати відповіді на багато питань, які були сформульовані в публікаціях Національної ради з науково-дослідної роботи — Planetary Science Decadal Survey, і були поставлені як цілі для місії Venus In Situ Explorer.

### Цілі
- Походження і еволюція атмосфери: Зрозуміти походження атмосфери Венери, як вона еволюціонувала, і чому вона відрізняється від атмосфер Землі і Марса
- Склад атмосфери і взаємодія з поверхнею: Зрозуміти історію води на Венері і активні хімічні процеси у нижніх шарах атмосфери Венери.
- Властивості поверхні: Зрозуміти характер рельєфу і його тектонічну, вулканічну і погодну історію.

## Наукові інструменти
Міжпланетний апарат призначений для вирішення проблем NASA високого пріоритету на десятиліття уперед, це — вивчення благородних газів, сліди газів і їх ізотопи, а також температуру, тиск, швидкість вітру і фотографування Венери.

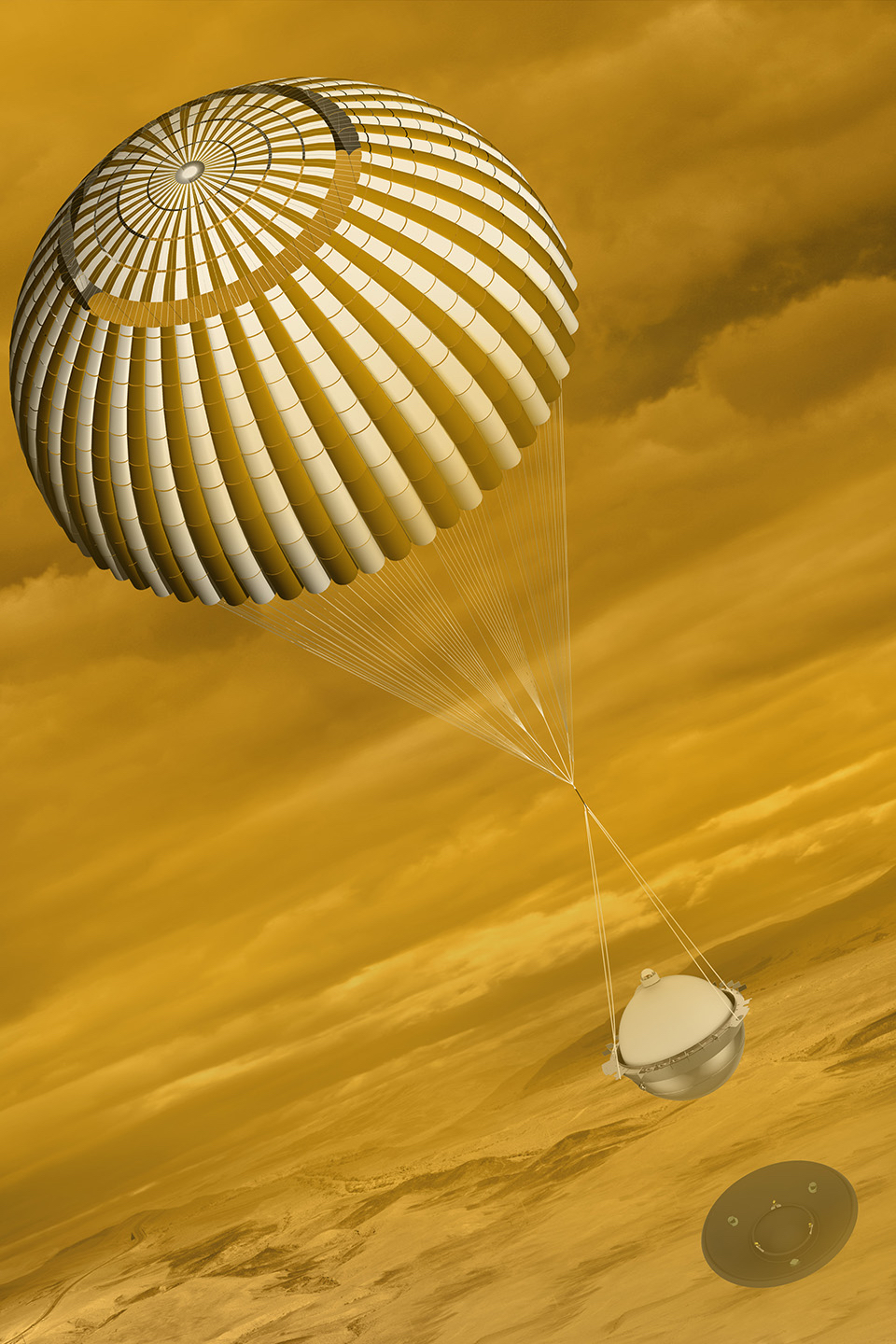
Під час 63- хвилинного спуску, DAVINCI збере і відправить дані вимірювань складу атмосфери Венери.

Інструмент DAVINCI Аналітична Лабораторія Венери (АЛВ) буде проводити синергетичні вимірювання високої точності під час спуску зонду, особливо у верхніх хмарах і незвіданому середовищі поблизу поверхні планети. Конструкція АЛВ базується на інструменті Sample Analysis at Mars (SAM), який встановлений на марсоході «К'юріосіті», він вимірює хімічний і ізотопний склад марсіанської атмосфери, і знайшов перші остаточні докази органіки на Марсі.
DAVINCI матиме чотири наукові інструменти:
Масс-спектрометр Венери (МСВ)
Побудований центром космічних польотів імені Ґоддарда, NASA, МСВ забезпечить перше всеохопне дослідження in situ благородних газів і залишків газів на Венері і має можливість відкрити нові види газу в венеріанській атмосфері. МСВ подібний до інструмента ровера К'юріосіті- Quadrupole Mass Spectrometer (QMS).
Змінний лазерний спектрометр Венери (ЗЛСВ)
Побудований Лабораторією реактивного руху, NASA, ЗЛСВ матиме змогу in situ дослідити газові залишки і пов'язані з ними ізотопи у атмосфері Венери, звертаючись до ключових питань щодо хімічних процесів у верхніх хмарах і близько поверхні планети. Інструмент подібний встановленому на марсоході «К'юріосіті» — Tunable Laser Spectrometer (TLS).
Дослідження структури атмосфери Венери
Побудований Центром космічних польотів імені Ґоддарда, NASA, використовує датчики польоту для дослідження структури і динаміки атмосфери Венери під час входу в атмосферу і спуску, проведе хімічні вимірювання, дозволить провести реконструкцію спуску зонду.
Камера спуску Венери
Побудована Malin Space Science Systems (MSS), проводитиме висококонтрастні знімки місцевості у місцевості спуску зонду. Інструмент подібний до встановленого на марсоході «К'юріосіті».